# Депо-Таун
Депо-Таун — торговый район в историческом районе города Ипсиланти, Мичиган, США, в котором некоторые  дома расположены над магазинами  . 
Собственно Депо-Таун состоит из улицы Ист-Кросс от реки Гурон до улицы Норт-Ривер и небольшой территории в 300-м квартале улицы Норт-Ривер. Однако, несколько кварталов в окрестностях также обычно называют частью Депо-Таун. К таким районам относятся парк Риверсайд, парк Фрог-Айленд (оба расположены на реке Гурон) и Ривер-стрит, простирающаяся на север и юг на несколько кварталов. Основан в конце 1830-х годов, большинство сохранившихся до наших дней зданий были построены в период с 1850 по 1880 год. На протяжении многих лет в Депо-Таун располагались отели, станция подземной железной дороги, казармы времен Гражданской войны в США и здание, в котором на протяжении более 150 лет непрерывно размещались бар и ресторан, а во время сухого закона здесь подавали безалкогольные напитки. Сегодня в этом районе преобладают рестораны и магазины. В Депо-Тауне ежегодно проводится несколько крупных летних фестивалей, а также еженедельные ночи велосипедных прогулок и круизов.